# Chapelle du Try-au-Chêne
La chapelle du Try-au-Chêne (ou chapelle du Tri-au-Chêne,), également appelée chapelle de Notre-Dame de Hault, est une chapelle rurale située à Bousval, village dépendant de la ville belge de Genappe, en Brabant wallon.

## Le site
La chapelle est située à l'angle de la rue de la Chapelle du Try-au-Chêne et du chemin de la Chapelle du Try-au-Chêne, au sud du village de Bousval, sur le plateau à quelque distance de la ferme de la Baillerie et en face du bois de la Tassenière, aux confins des villages de Bousval (commune de Genappe) et de Tangissart (commune de Court-Saint-Étienne).
Dominant les vallées de la Dyle et de la Thyle, elle compose un tableau typique très connu dans la région, dont la photo orne le site internet de la ville de Genappe, le site de l'association des « Amis de Bousval » ainsi que la page consacrée à Genappe sur Wikivoyage. 

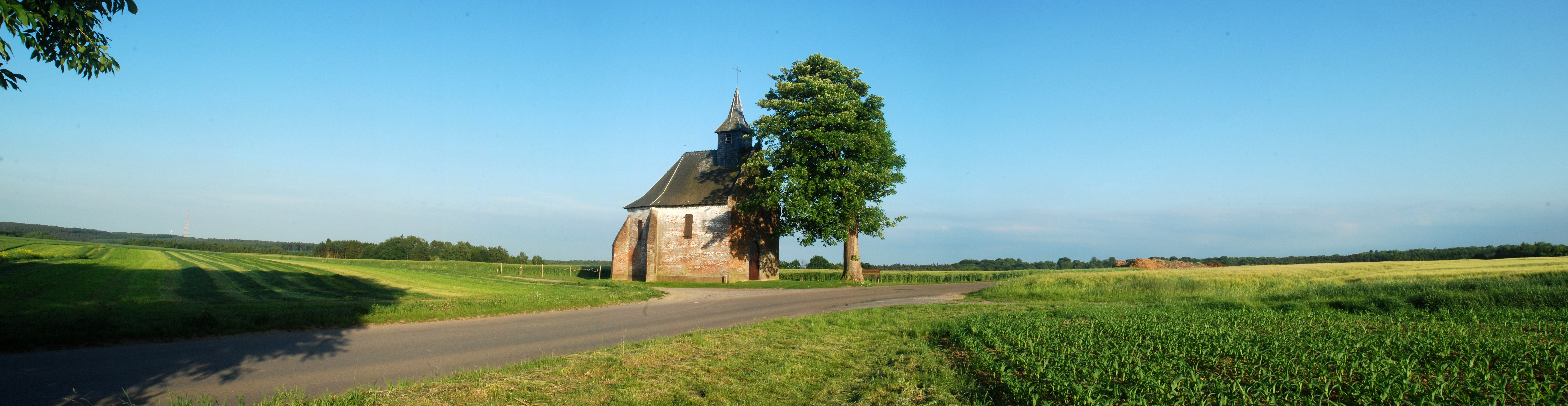
La chapelle du Try-au-Chêne à la lumière du soir.

## Étymologie

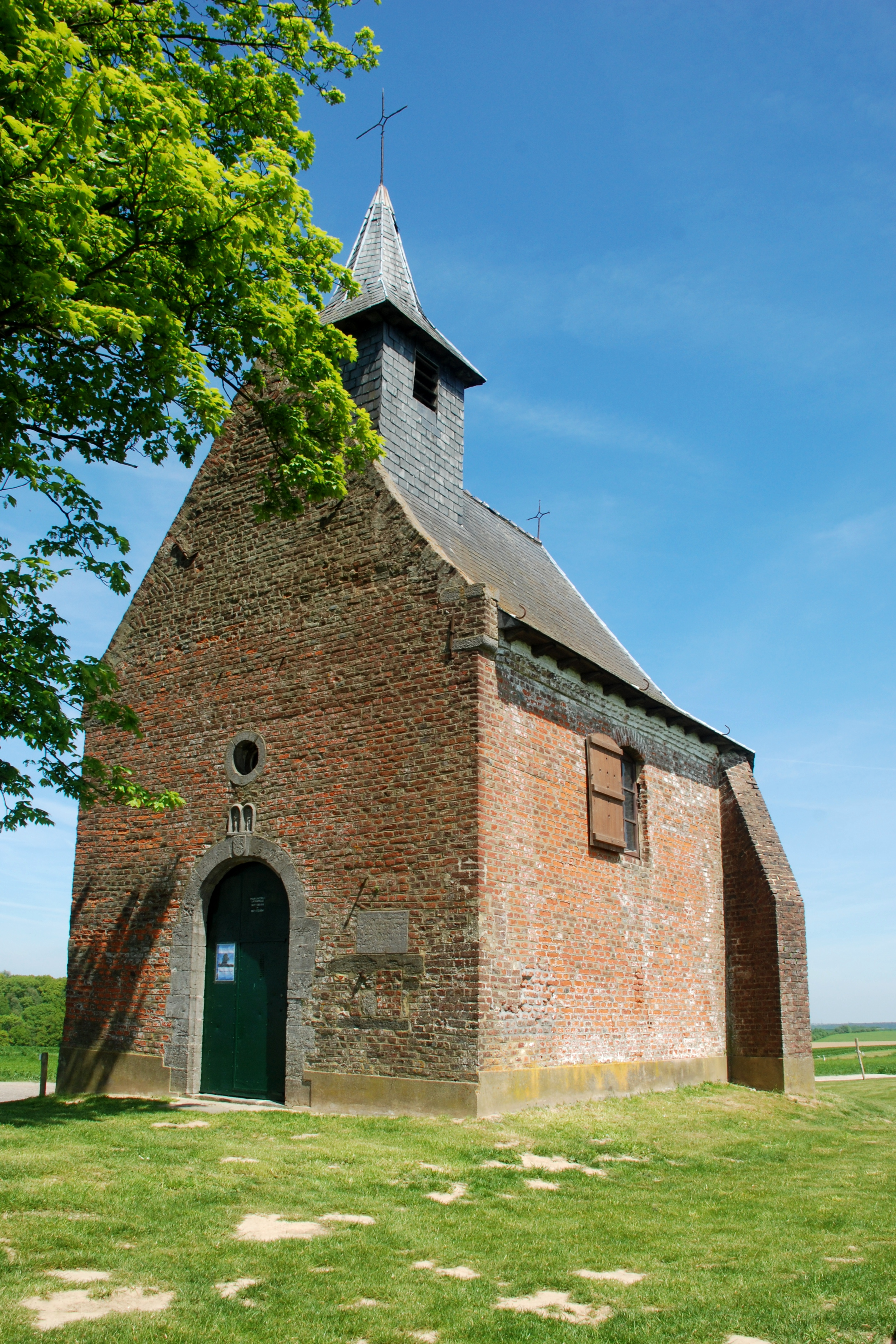
La façade de la chapelle

La chapelle tire son nom du mot wallon tri ou try qui désigne une pâture communale, une jachère communale, une friche ou une terre inculte.
Ce mot dérive du francique *threosk « friche » qui a engendré de nombreux toponymes en Wallonie (Tris, Tri, Try, Trixes, Trixhe, Triches, Trixhay, Trichaux, Triaux, Trieu) mais également en Flandre (Driesch, Dries), le mot driesch ayant en moyen néerlandais le sens de « gemene grond »(jachère commune) soit le même sens que le mot wallon try.
Il est à noter que le plateau n'est plus un try (une friche) mais est maintenant cultivé.

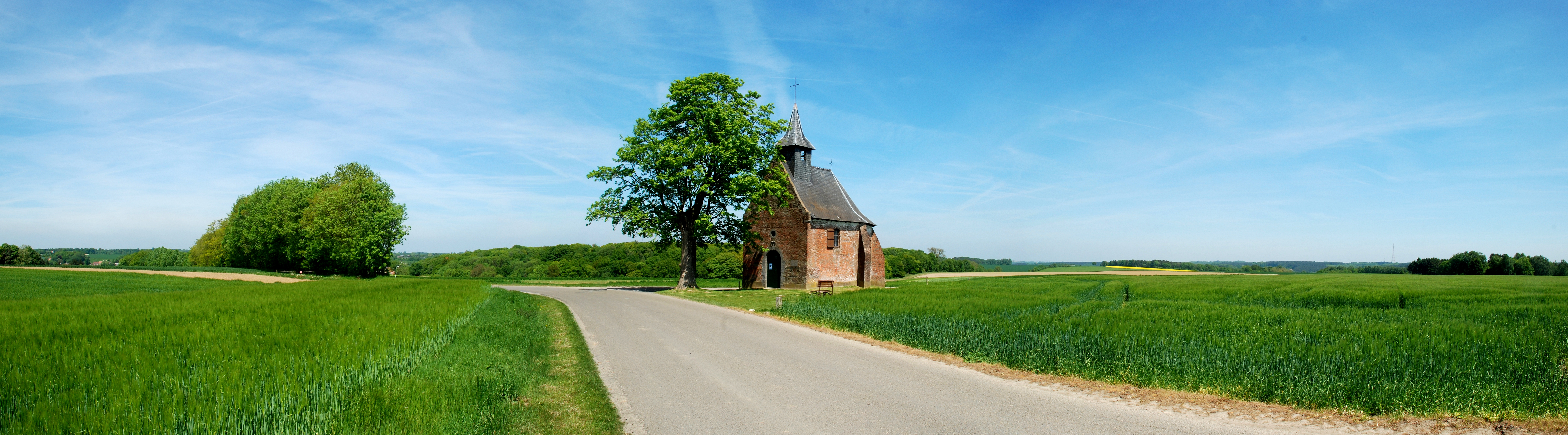
Le plateau du Try-au-Chêne.

## Historique

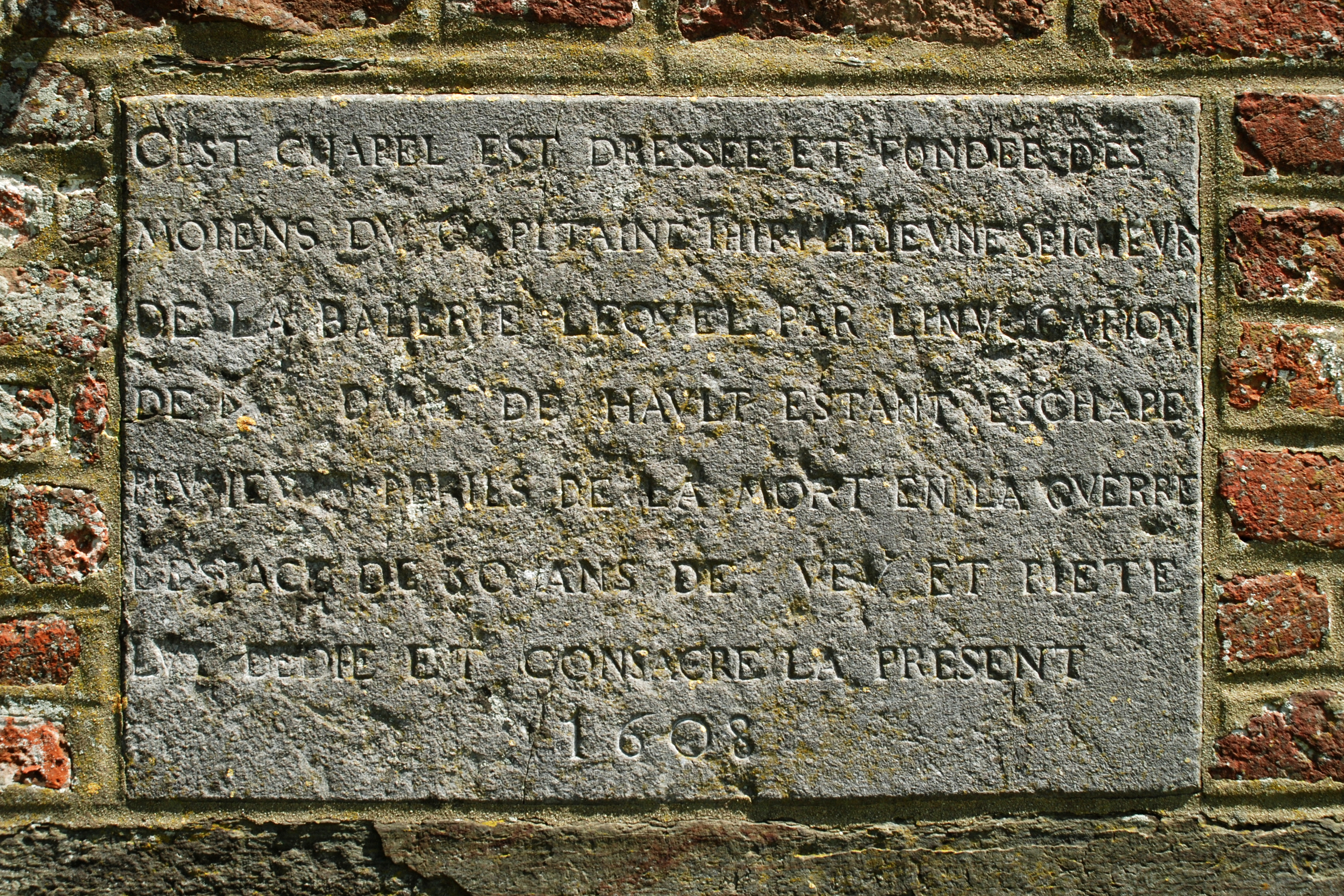
La dédicace
du Capitaine Thierry Le Jeune.

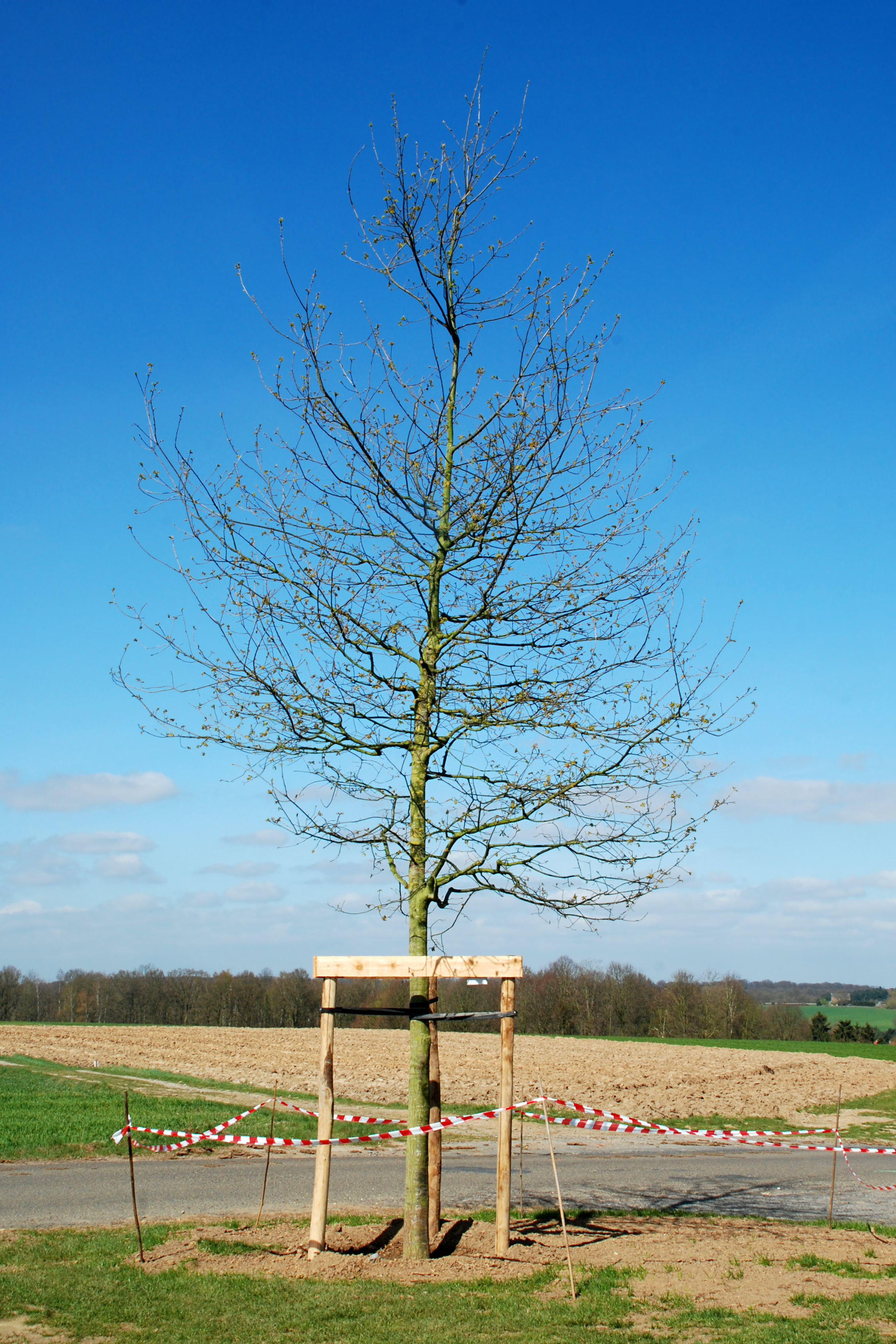
Le jeune chêne planté en 2012.

La chapelle du Try-au-Chêne se dresse sur le champ de Renoussart, terre qu'Ida d'Ardenne donna à l'abbaye de Saint-Hubert en 1096 lors du départ de ses trois fils à la première croisade.
La chapelle fut érigée en 1608 par le capitaine Thierry Le Jeune, seigneur de la Baillerie et officier brabançon de l'archiduc Albert, afin de remercier la Vierge de l'avoir protégé de la mort durant la Guerre de Quatre-Vingts Ans provoquée par la révolte des Pays-Bas septentrionaux (Provinces-Unies) contre le royaume d'Espagne.
Ceci est attesté par le cartouche dédicatoire en vieux français gravée dans la pierre à droite de la porte, :
Cest Chapel Est Dressee et Fondee des

Moiens du Capitaine Thiry Lejeune Seigneur

De la Ballerie Lequel Par l'Invocation

De Notre-Dame de Hault Estant Eschape

Plusieurs Perils de la Mort en la Guerre

L'espace de 30 Ans de Veu et Piete

Lui Dedie et Consacre la Present

1608
Le site fut occupé par les armées de Louis XIV en 1693.
Un grand crucifix taillé dans un bloc de chêne grossièrement sculpté a été placé en 1868 contre le chevet de la chapelle mais il a été volé et seules subsistent les traces du petit auvent qui l'abritait.
La chapelle et ses abords font l'objet d'un classement au titre des monuments historiques depuis le 1er septembre 1997.
L'arbre qui se dressait devant la chapelle au XXe siècle et au début du XXIe siècle (et que l'on peut voir sur les photos 2010 illustrant le présent article) n'était plus d'un chêne mais un érable sycomore. Cet érable a été abattu par une tempête le 14 juillet 2010 et remplacé le 21 mars 2012 par un jeune chêne (Quercus Robur) qui a été béni lors du pèlerinage annuel de Notre-Dame du Try-au-Chêne, le lundi de Pentecôte 2012.
La chapelle a été entièrement repeinte en blanc en avril 2016.

## Architecture

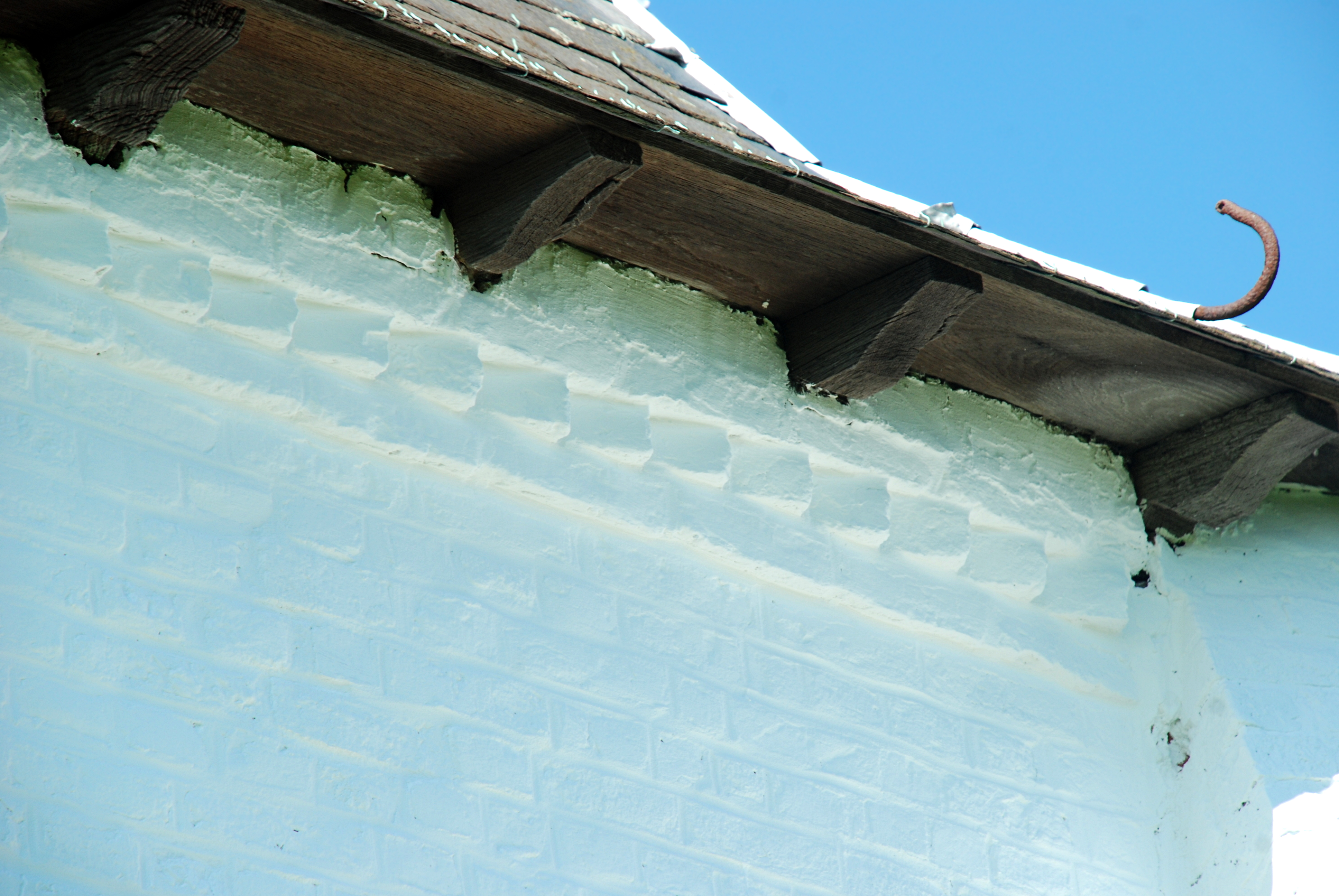
Frise de dents d'engrenage.

### Architecture extérieure

#### La façade occidentale et les façades latérales
Simple et noble, la chapelle du Try-au-Chêne est un édifice de briques rouges, à soubassement cimenté et à couverture d'ardoises. La brique était apparente en 2010, avec des traces de chaulage surtout au nord et à l'est, mais la chapelle est entièrement repeinte en blanc depuis avril 2016.
Le plan est celui d'un édifice joignant une nef rectangulaire à un chœur à trois pans.
La façade-pignon est ornée d'un portail dont l'encadrement de pierre bleue (petit granit) est composé de piédroits moulurés à harpe irrégulière portant un arc en plein cintre.
Au-dessus de la porte, la façade est percée d'un petit œil-de-bœuf.
Les façades latérales sont percées chacune d'une fenêtre à arc surbaissé et offrent pour toute décoration une frise de dents d'engrenage réalisée en briques.

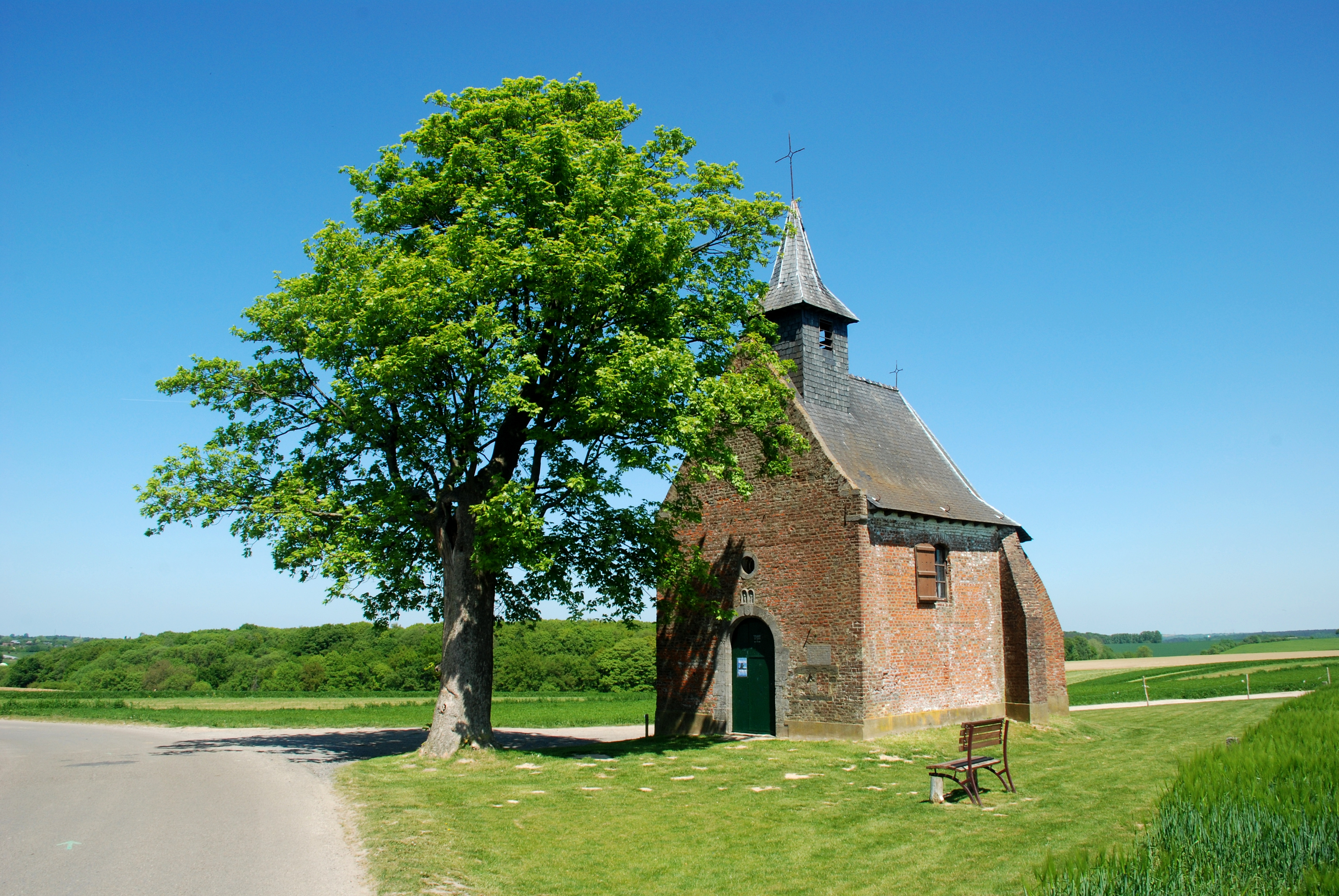
La chapelle en 2010 peu avant la tempête du 14 juillet 2010.
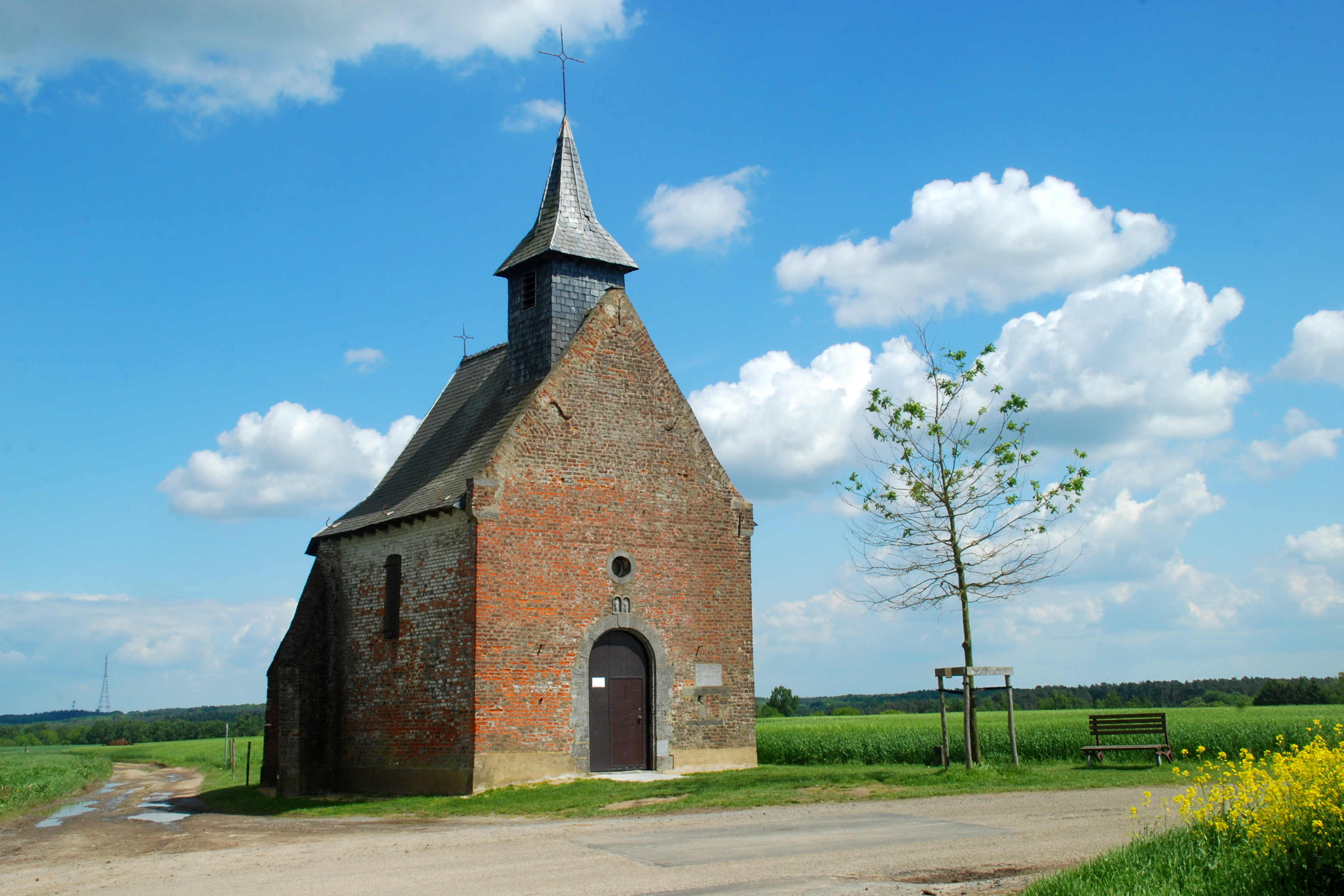
La chapelle en 2012 après la plantation du jeune chêne.
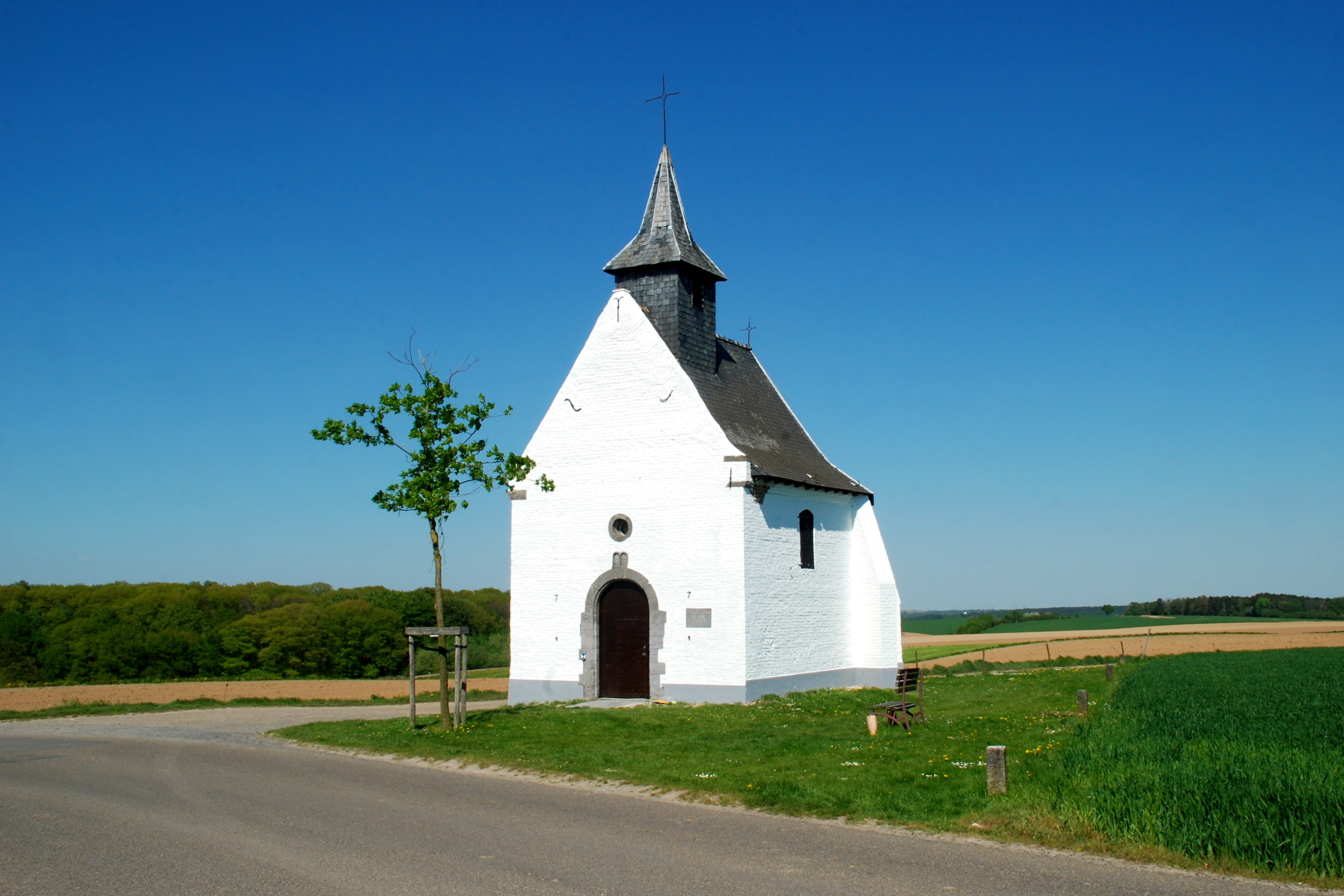
La chapelle en 2016 repeinte en blanc.

#### Les sculptures de la façade
La clé d'arc de la porte est ornée d'un blason surmonté d'un bas-relief constitué de deux petites niches cintrées dans lesquelles sont figurés la Vierge et un chevalier qui est peut-être le fondateur de la chapelle Thierry Le Jeune armé d'une lance et portant une croix sur l'épaule gauche,. 
À la base du bas-relief est gravée une invocation en vieux français encadrée des noms de la Vierge et de saint Thierry, saint patron du fondateur : 
S. Marie Prye Pour Nous S. TYRI
Le blason, représentant un lion, est plus que probablement celui de Thierry Le Jeune.

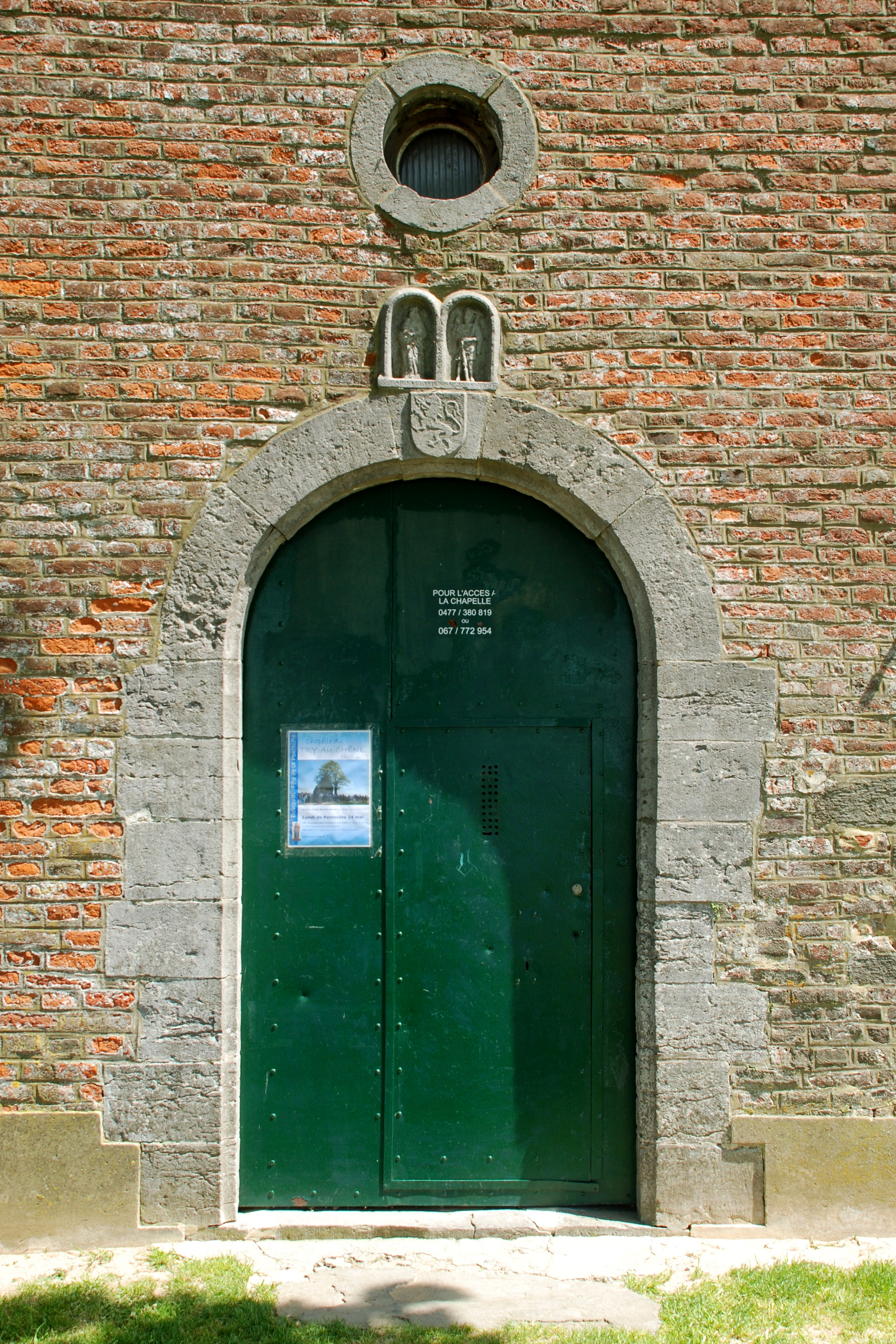
La porte en 2010.
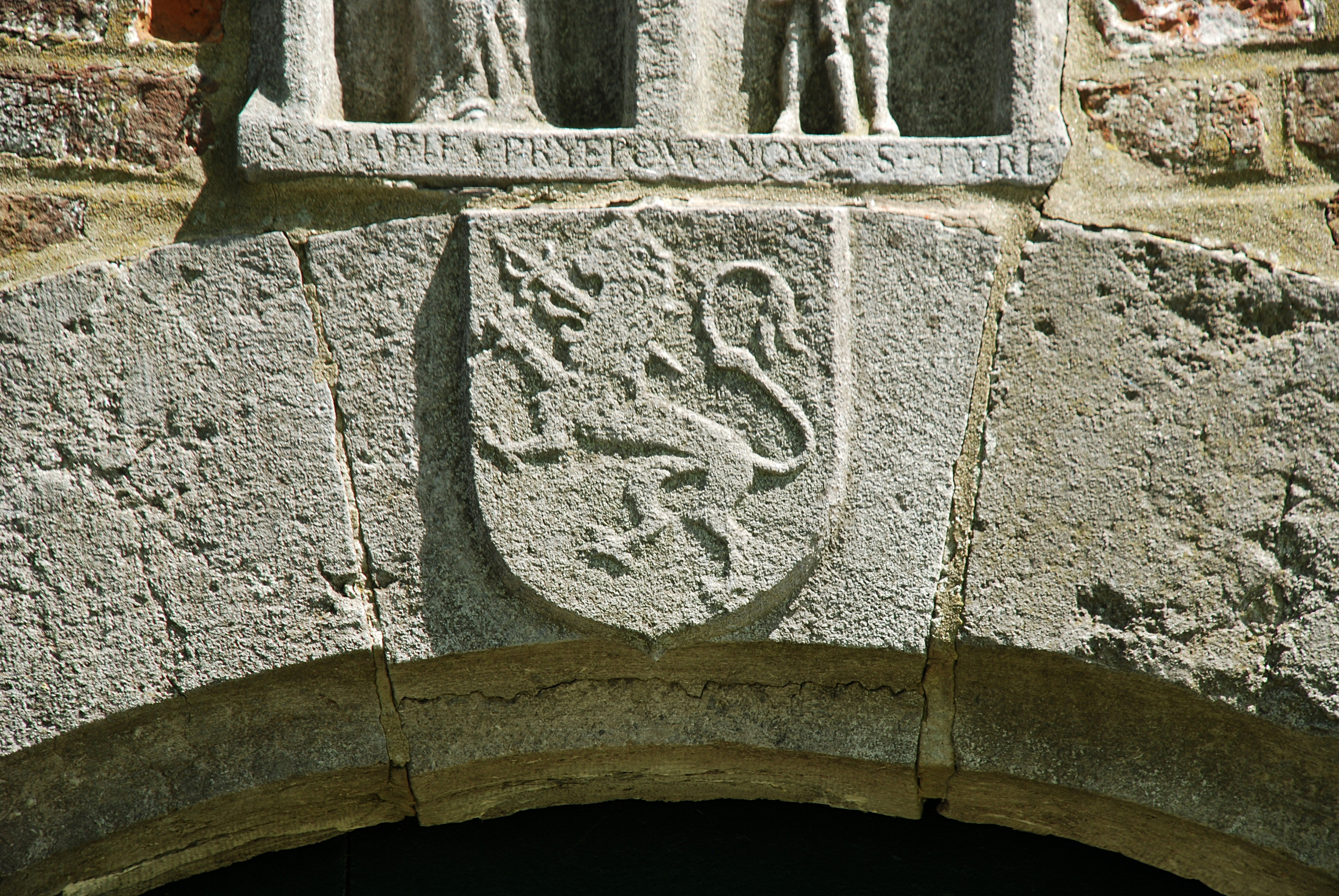
Le blason ornant la clé de voûte de la porte.
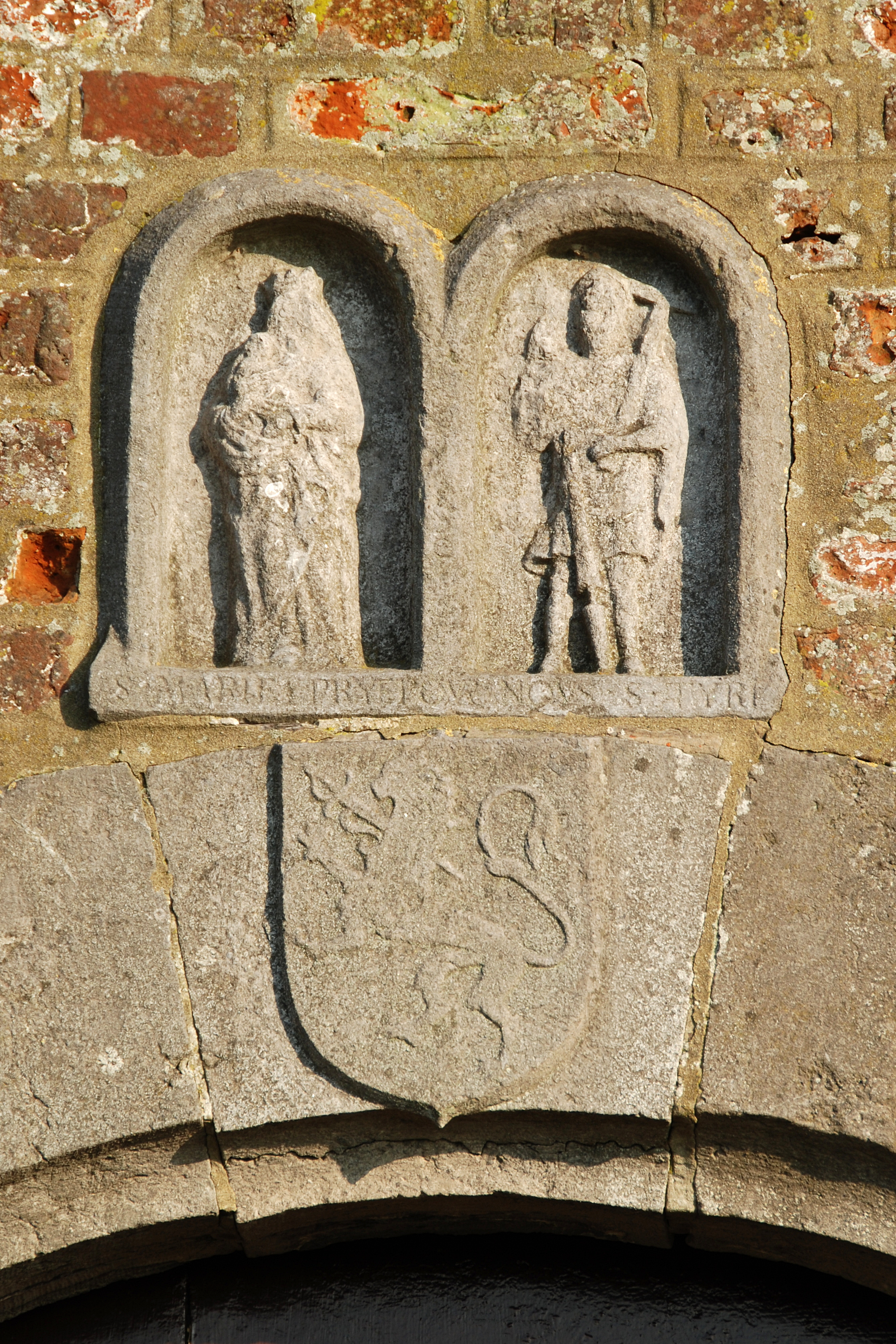
Bas-relief et blason.
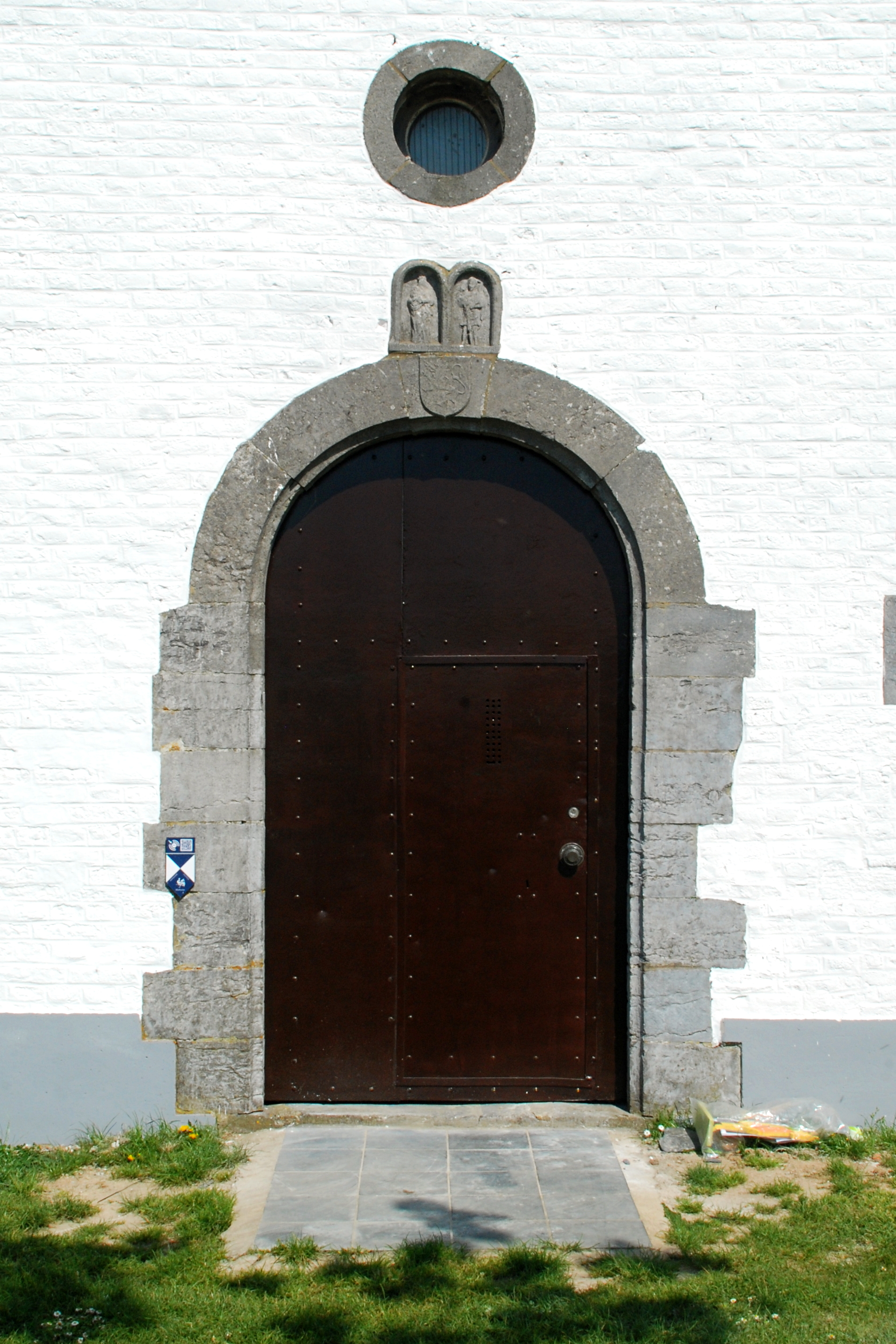
La porte en 2016.

#### Le chevet et le clocheton

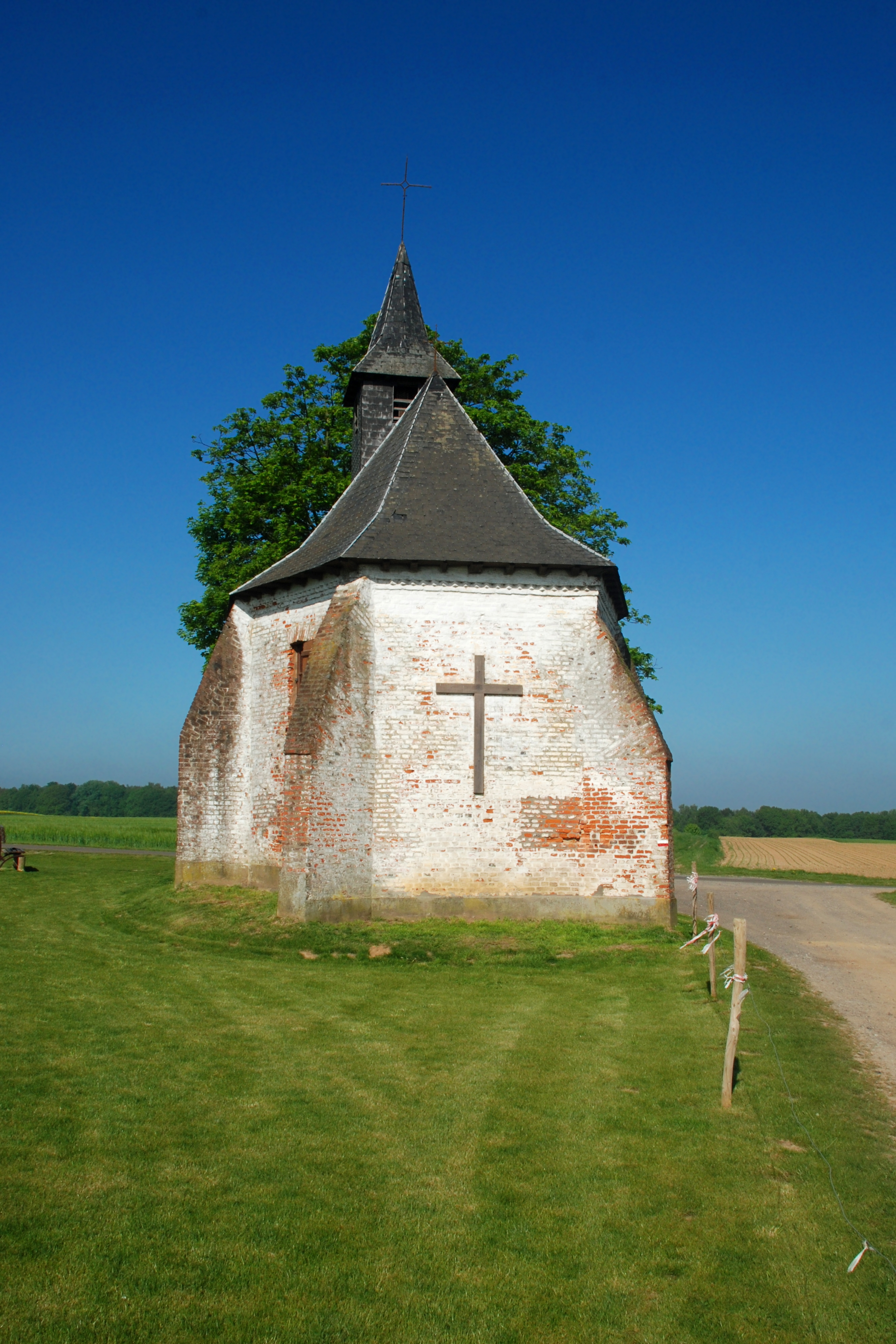
Le chevet.

Le chevet à trois pans est renforcé par quatre contreforts massifs ornés d'une maçonnerie en épis.
Comme les façades latérales de la chapelle, les pans du chevet sont ornés d'une frise de dents d'engrenage réalisée en briques. Chacun des pans latéraux est percé d'une fenêtre à arc surbaissé, tandis que le pan central est orné d'un grand crucifix en bois.
La chapelle est surmontée d'un clocheton composé d'une petite tour carrée dont les faces sont recouvertes d'ardoise et percées de baies campanaires à abat-sons, et d'une flèche octogonale à base carrée.

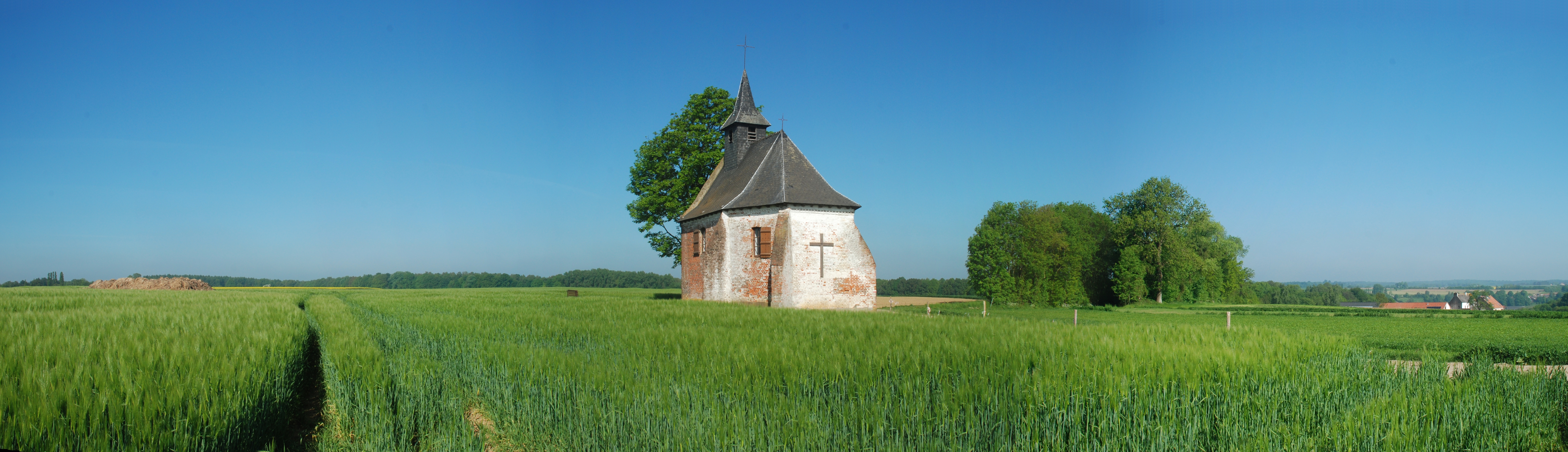
Le chevet de la chapelle à la lumière du matin.

### Architecture intérieure

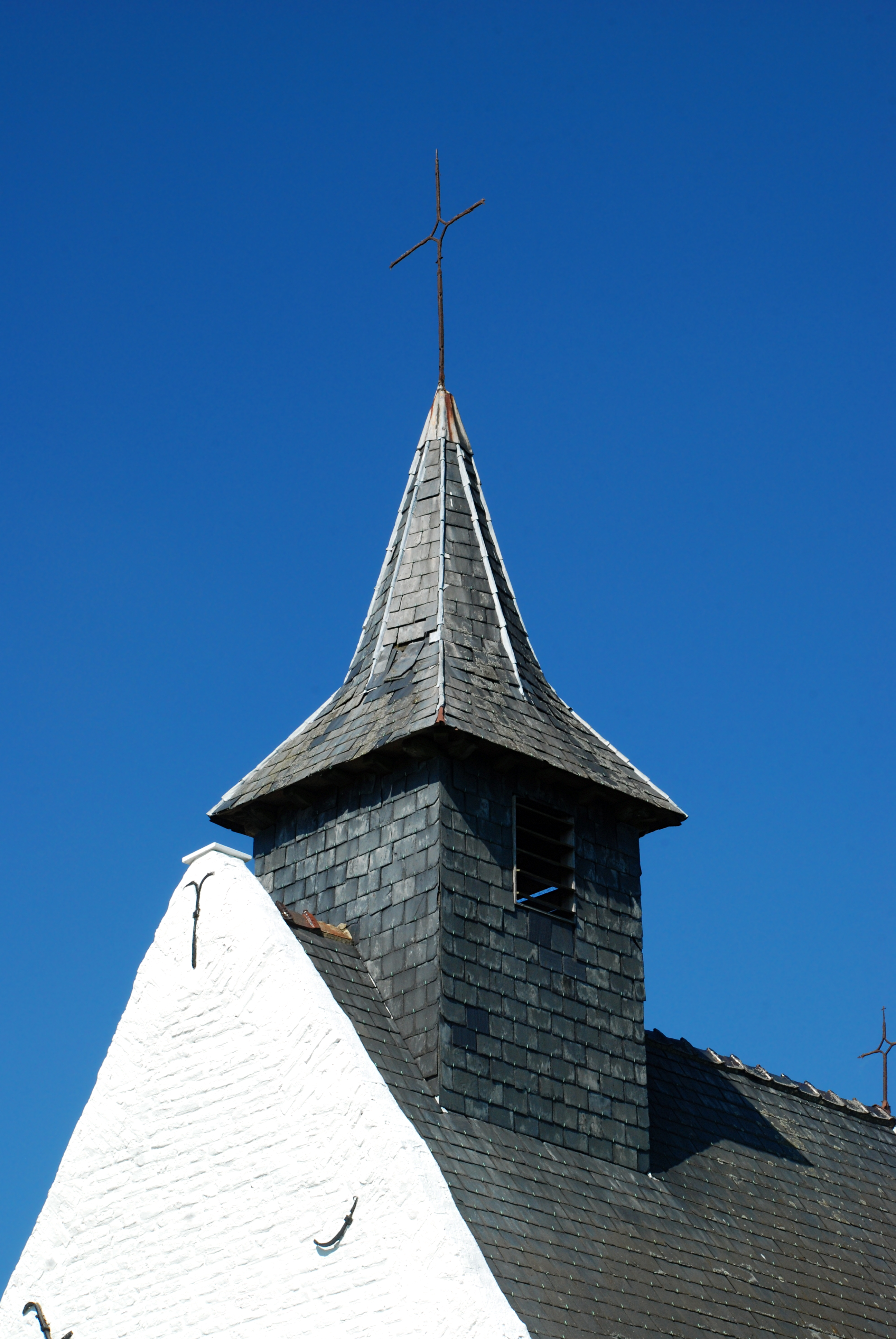
Le clocheton.

L'intérieur, de très petites dimensions, est constitué d'une nef unique prolongée par un chœur dont la voûte est soutenue par des « ogives pesantes » et asymétriques.
La chapelle abritait jadis un autel baroque de 1746, qui avait disparu en 1972.

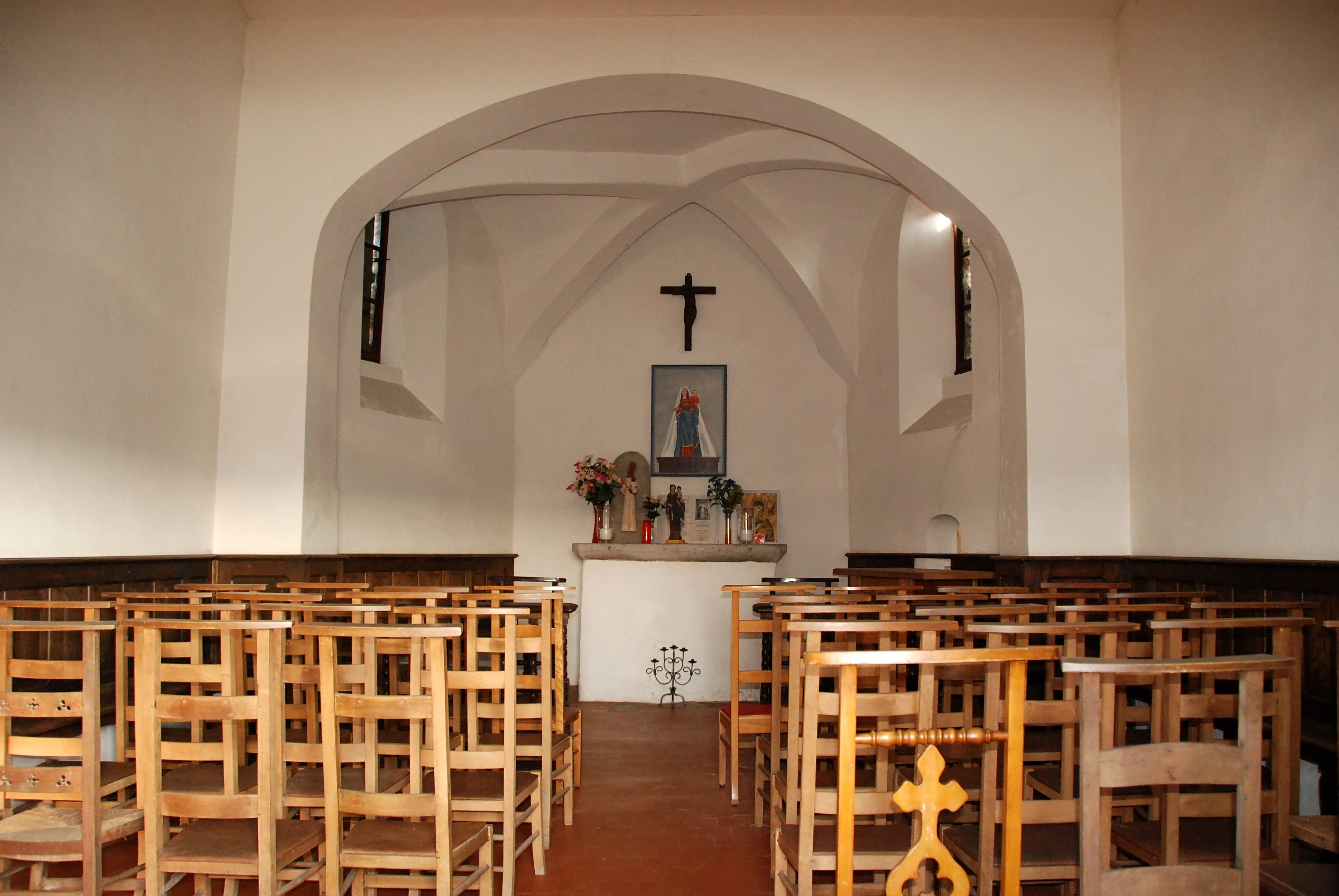
L'intérieur.
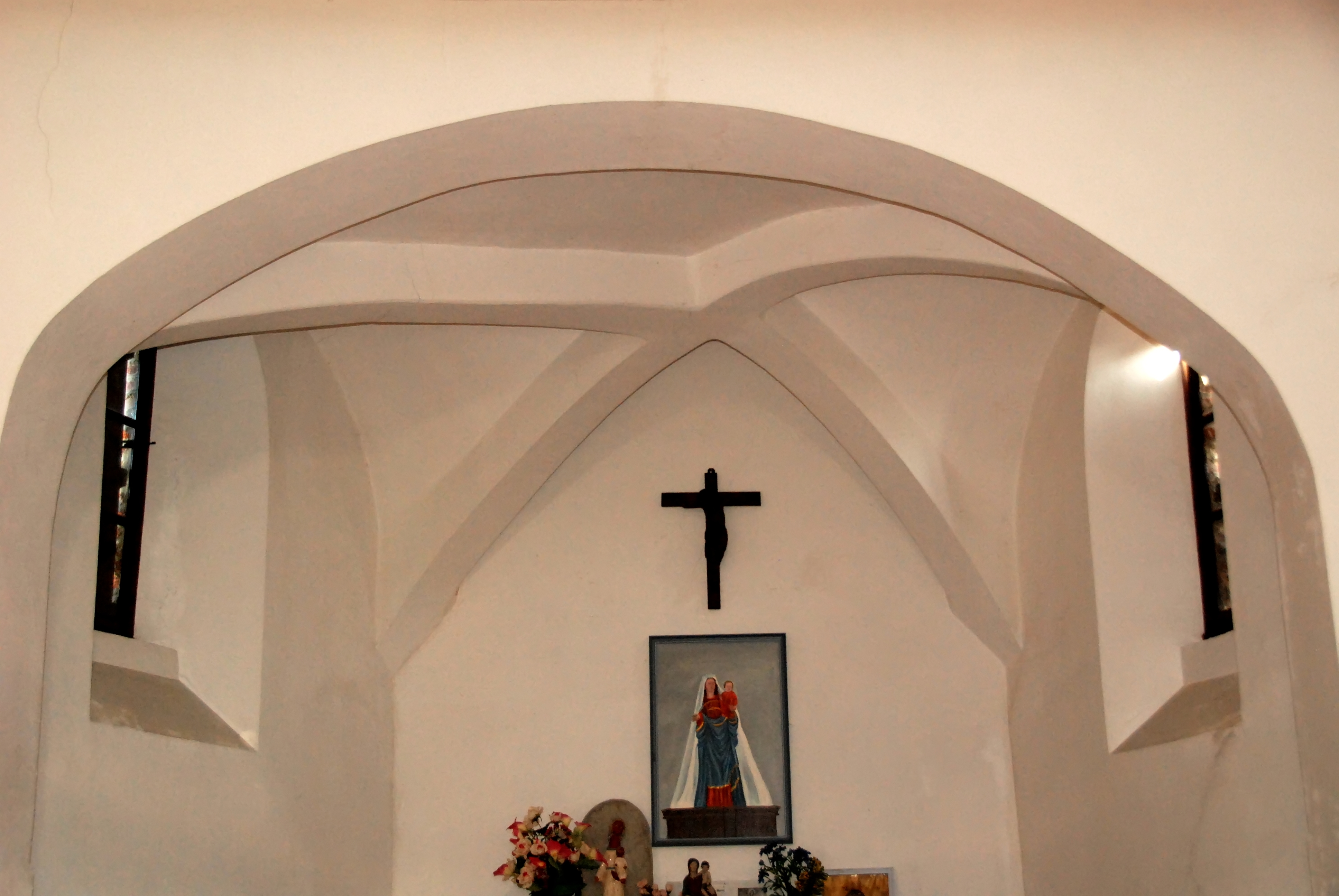
La voûte du chœur.

## La statue de Notre-Dame du Try-au-Chêne

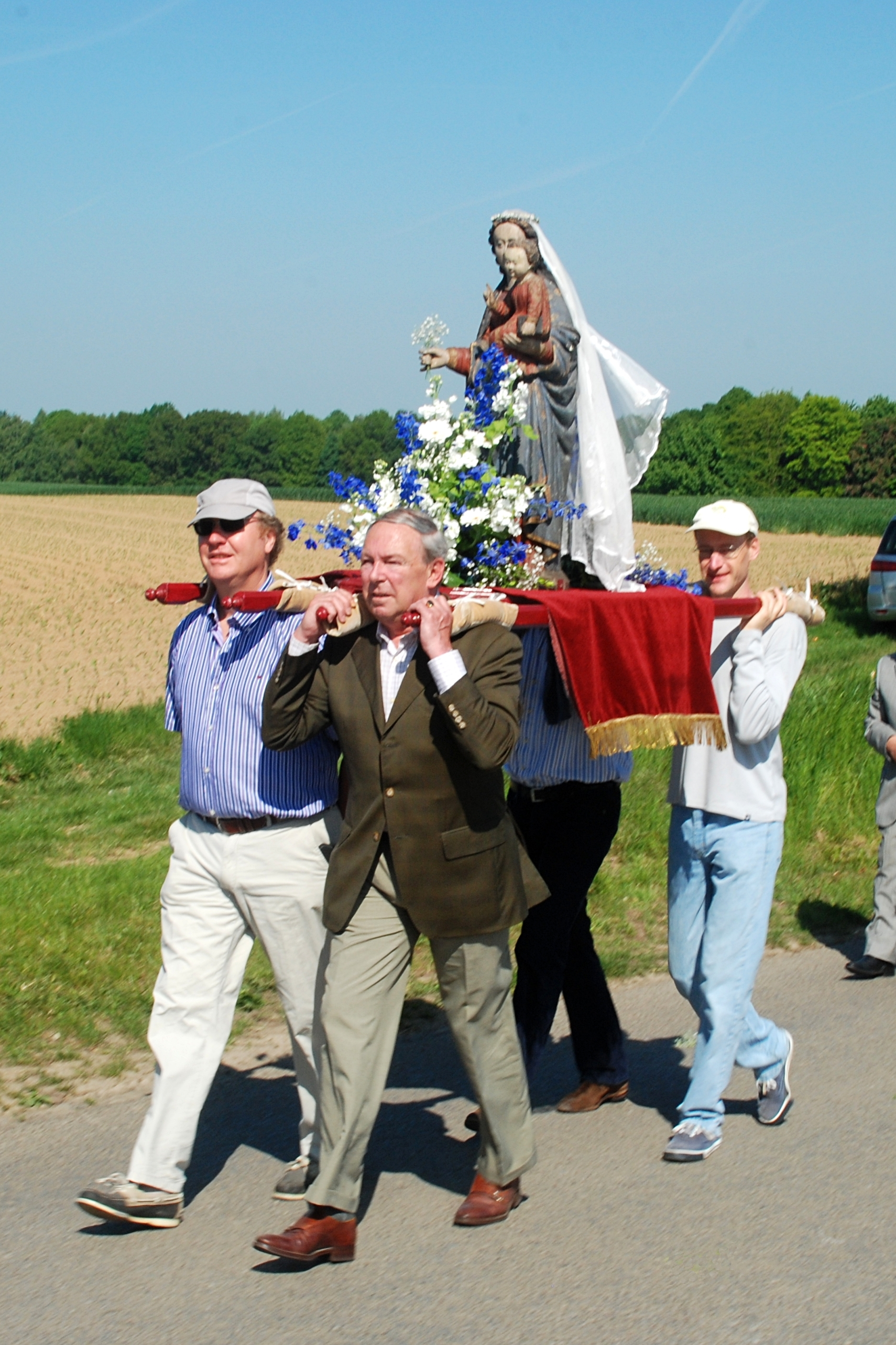
Procession du lundi de Pentecôte.

La Vierge qui ornait autrefois l'autel en bois construit en 1746 autour de l'autel original en pierre est vénérée sous le vocable de Notre-Dame du Try-au-Chêne. C'est une statue en chêne polychrome du début du XVIIe siècle commandée par Thierry Le Jeune lui-même. 
Elle est aujourd'hui conservée dans le chœur de l'église Saint-Barthélemy de Bousval et regagne chaque année sa chapelle lors d'un pèlerinage annuel le lundi de Pentecôte. Jadis portée par les jeunes filles, elle est aujourd'hui portée par des hommes.
Elle en ressort aussi pour le tour de Saint Barthélemy au mois d'août.

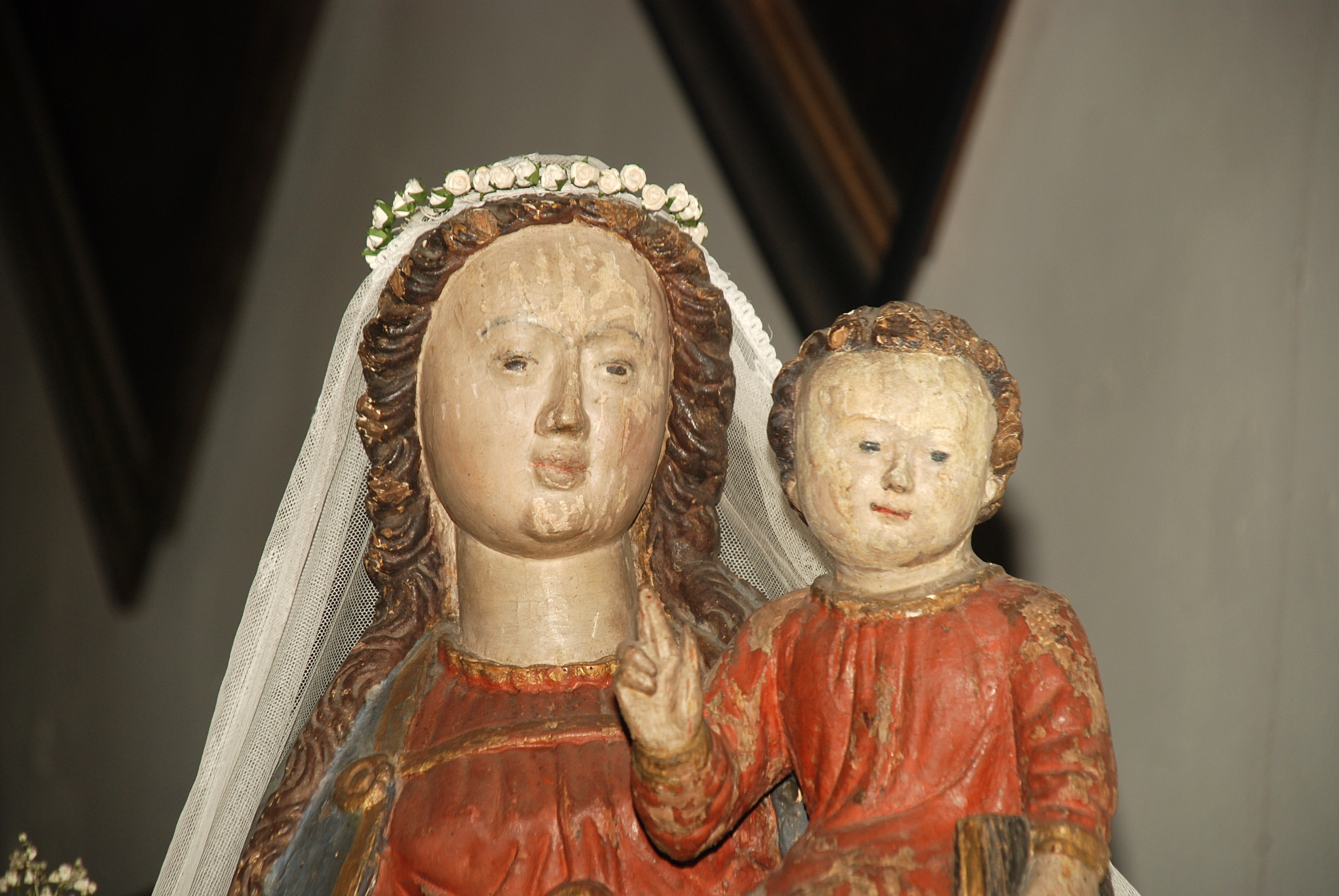
Notre-Dame du Try-au-Chêne.